# 杜煥
杜煥（1910年—1979年），同行尊稱拐師傅，廣東肇慶市金利鎮墟鎮人，香港瞽師（失明藝人）、地水南音演唱者。由於他經常吸鴉片，他的唱腔被稱為「煙屎喉」。名列香港非物質文化遺產名錄：南音的代表人物。

## 生平
自少家貧，3個月大時失明，1923年起在廣州拜孫生為師，學習演唱地水南音，1926年經澳門移居到香港謀生，初在住家賣唱，後得瞽師麥七導引到油麻地廟街的妓寨賣唱，很受觀迎。1930年代，每支曲的價格大約是2元。
1952年至1972年間，杜煥在香港電台《地水南音》節目中演出南音，每次酬勞為港幣35元，比當年一般掌櫃的薪金20元還要高。此期間主要由瞽師何臣以椰胡為杜煥拍和。
1960年代，有歐美學者注意到木魚書的價值，到處收購，香港大學的學者有所察覺，亦開始收購。但至1970年代初歐美學者發現會唱書中內容的瞽師只有杜煥碩果僅存，於是致力於紀錄其演唱。1974年，被德國文化協會邀請在歌德學院演唱《客途秋恨》、《男燒衣》。後曾於大會堂、中文大學、聖約翰大教堂等地演出。
1974年在粵曲天后徐柳仙老師安排下，正式收唐健垣為徒。拜師酒席有粵曲老師、徐柳仙、李庸、陳皮、邵鐵鴻（粵曲小調〈錦城春〉及〈流水行雲〉之作曲者），並有介紹人布海歌女士見證。唐健垣成為杜派南音香港唯一傳人。
1975年，經榮鴻曾安排，他在上環水坑口的富隆茶樓，獻唱《梁天來》、《武松》、《大鬧廣昌隆》、《觀音出世》等傳統故事，此時何臣已去世，只得自彈古箏伴唱，為期長達3個月，留下40多小時的現場錄音。現在這些錄音存放在香港大學亞洲研究中心和美國匹茲堡大學的圖書館。
在1979年杜先生去世前，其弟子唐健垣為杜先生安排了數次在大會堂劇院演唱南音。在香港中文大學文物館內演唱南音時,更為他拍了一卷八厘米影帶、留下他部份音響資料及曲詞。

## 曲目
- 《客途秋恨》
- 《男燒衣》
男子在珠江口船上認識一名歌妓後發展感情，但當男子離去一段時間回來後發現妓女自盡，故在船上燃燒冥鏹，悼念情人。
- 《女燒衣》，又名《老舉問米》、《妓女痴情》，木魚書《女燒衣青蘭附薦》）
關於癡情妓女因情人死去，遂請「問米婆」招魂「附身」。
- 《霸王別姬》[8]
楚霸王項羽戰敗於垓下，虞姬自刎的歷史故事。
- 《嘆五更》又名《何惠群嘆五更》
- 《杜煥南音欣賞》
- 《再生緣之多情孟麗君》
- 《失明人杜煥憶往》
- 長達6小時，歌詞共3萬4千字，唱出杜煥自己一生的經歷。
- 《爛大鼓》[2]
- 《陳二叔》[2]
[9][10][11]

## 評價
作家及藝文史研究者潘兆賢評：「杜煥的歌喉，圓潤瀏亮、吐字清晰、善於運用鼻腔共鳴，而產生有節奏而醇厚的韻味！對前人流傳下來的曲調，他根據內容所要求加以革新改善，使拖腔別致脫俗，自創風格。」
掌故專家魯金指匹茲堡大學所藏的杜煥曲目中，《陳二叔》和《爛大鼓》兩曲屬於「淫歌」，其中《陳二叔》較聞名，《爛大鼓》則是很少瞽師會唱的罕見曲目。傳授予杜煥的師傅稱，「淫歌」每唱一次均會折壽，杜煥只在戰爭期間陷入絕境才演唱過，後來縱使很多富人重金禮聘，他都拒絕演唱。晚年為保存技藝才願再次演唱。

## 錄影資料
- 飄泊紅塵話香江：失明人杜煥憶往，1DVD，2004

## 錄音資料
- 訴衷情，2CD，2007
  1. 曲前賀詞
  2. 《男燒衣》
  3. 《嘆五更》
  4. 《霸王別姬》
  5. 曲前介紹
  6. 《客途秋恨》（一）
  7. 《客途秋恨》（二）
  8. 曲前介紹
  9. 《女燒衣》
- 漂泊香江五十年：地水南音全本（失明人杜煥憶往），6CD，2008
  1. 第1章 襁褓失明兼命蹇 流落廣州實可憐
  2. 第2章 橫珠橋畔無依靠 良師授藝唱歌文
  3. 第3章 省城罷工走無路 濠江香港生計圖
  4. 第4章 賣唱廟街煙花地 少年無知毒染身
  5. 第5章 喜結良緣遇紅妝 亂世苦海妻兒亡
  6. 第6章 日寇侵港驚淪陷 屍橫斷食盡哀鴻
  7. 第7章 和平重光市初旺 麗的興起又徬徨
  8. 第8章 絕路逢生踏新境 電台演唱喜揚名
  9. 第9章 街頭賣唱羞掩面 身無綿絮過寒冬
  10. 第10章 何家禮遇恩非淺 奔波港九稻梁謀
  11. 第11章 富隆茶樓暫安定 祟基學院博掌聲
  12. 第12章 身世坎坷難回首 地水南音聲藝傳
- 絕世遺音：板眼，龍舟，粵謳，1CD，2011
  1. 《兩老契嗌交》（板眼），杜煥唱
  2. 《武松祭靈》（龍舟），杜煥唱
  3. 《桃花扇》（粵謳），李銀嬌唱
- 《玉葵寶扇》之【大鬧梅知府】和【碧蓉探監】：瞽師杜煥演唱龍舟版本，1CD，2012
  1. 《大鬧梅知府》
  2. 《碧蓉探監》
- 瞽師杜煥賀喜慶：八仙賀壽，2013

## 著名徒弟
- 唐健垣 [12]

## 外部連結
- 盛世遺音 香港瞽師杜煥的南音絕唱 （页面存档备份，存于），香港中文大學
- 香港記憶 - 杜煥：一代瞽師的故事（附有本人錄音） （页面存档备份，存于）
- 涼風有信 秋月無邊 南音裊裊 風物人情曲中傳 （页面存档备份，存于），文匯報，2007年5月26日
- 吳瑞卿談杜煥南音[永久]，香港電台
- 杜煥南音，子貓物語~~【附庸風雅】，2007年9月19日